# Dedos da mão

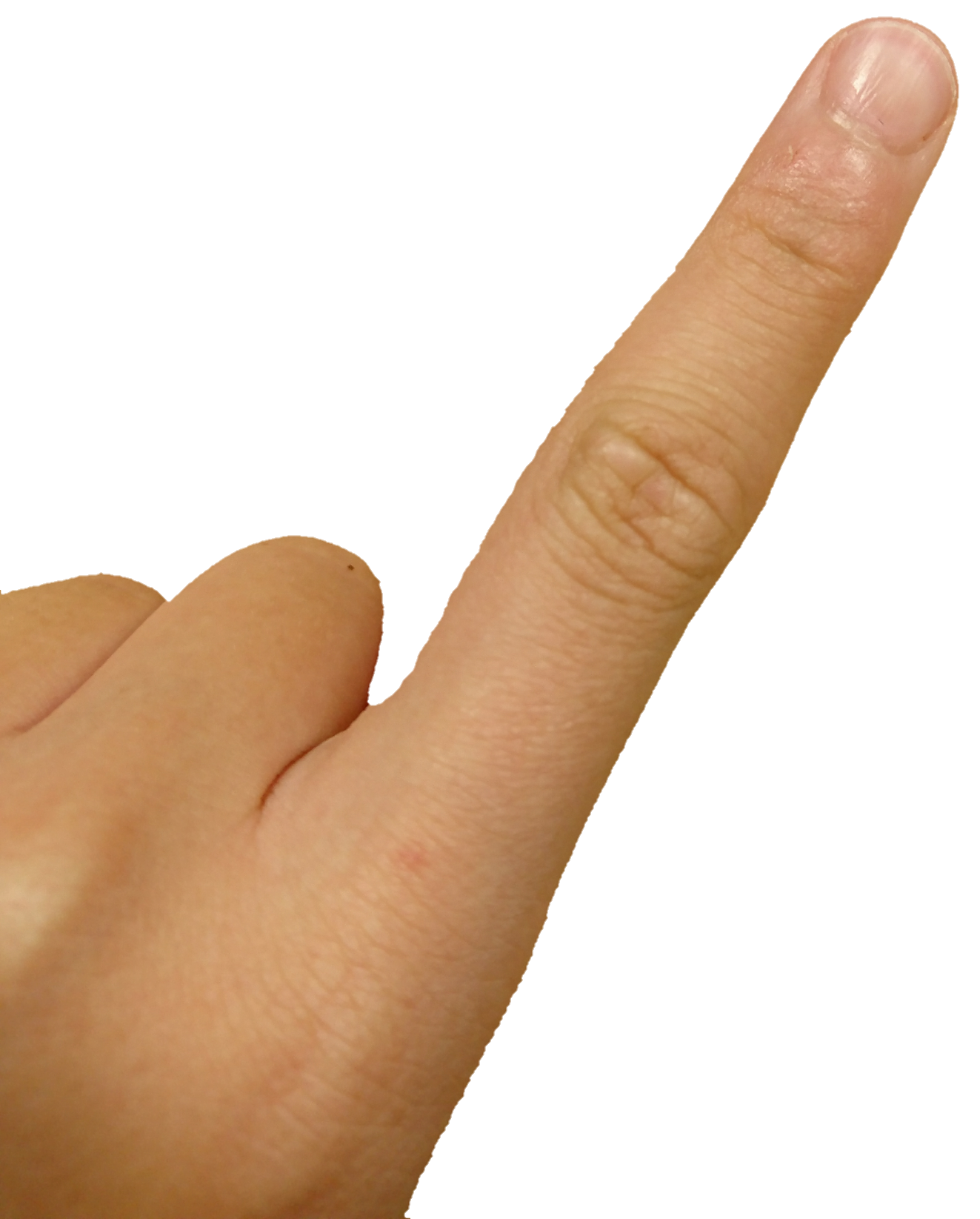
Dedo Indicador

Os dedos da mão humana, chamados de quirodáctilos, principalmente o dedo oposto aos restantes — o polegar, foram um salto evolutivo, pois permitiu a esses animais a utilização de instrumentos, com os quais podem mais facilmente defender-se e modificar o meio ambiente (Edgar Morin, no seu O Paradigma Perdido se refere à dialéctica "pé — mão — cérebro").
Os dedos movem-se (novamente, com exceção do polegar, no ser humano) por ação de tendões ligados a músculos no antebraço e de outros pequenos músculos que ligam as falanges. O polegar move-se ainda por ação dos músculos flexores e rotadores, que se encontram na palma da mão, ligados ao primeiro metacarpal.

## Nomenclatura
|  | 1. Polegar — também vulgarmente conhecido como "dedão", "positivo" ou "mata-piolho"; 2. Indicador — também vulgarmente conhecido como "apontador" ou "fura-bolo"; 3. Médio — também vulgarmente conhecido como "dedo do meio", "pai-de-todos" ou "dedo maior". 4. Anelar — ou anular, também vulgarmente conhecido como "seu-vizinho"; 5. Mínimo — também vulgarmente conhecido como "dedinho" ou "mindinho" ou ainda "minguinho". |

A pele da parte interna dos dedos tem uma elevada concentração de terminais nervosos, tornando-os os centros do sentido do tato; isto permite, por exemplo, a leitura em braille. Para além disso, esta pele tem uma textura especializada para a preensão, que dá origem às impressões digitais.

## Estudos sobre relações entre o tamanho dos dedos e o nível de testosterona pré-natal
Segundo um estudo sul-coreano publicado no Asian Journal of Andrology, o comprimento do dedo poderia estar ligado a tamanho do pênis. De acordo com o pesquisador Tae Beom Kim, do departamento de urologia do Hospital Gil da Universidade Gachon, após medir o tamanho dos dedos e do pênis de diversos coreanos, concluiu-se que o nível de testosterona pré-natal pode determinar o desenvolvimento dos dedos e ao mesmo tempo o comprimento do pênis. Segundo o pesquisador, além de fornecer pistas sobre o tamanho do órgão sexual, conhecer as relações decorrentes do nível de exposição à testosterona pode ajudar no diagnóstico de doenças ligadas ao hormônio, como câncer de próstata.